# Regione di Vlasenica

Mappa mostrante la posizione della regione all'interno della Bosnia ed Erzegovina (blu scuro).

La regione di Vlasenica (in serbocroato Власеничка регија/Vlasenička regija) è una delle 7 regioni della Repubblica Serba. Il suo capoluogo è la città di Zvornik, situata nel nord-est della Bosnia ed Erzegovina, al confine (segnato dal fiume Drina) con la Serbia.

## Lista dei comuni
1. Bratunac
2. Milići
3. Osmaci
4. Srebrenica
5. Šekovići
6. Vlasenica
7. Zvornik